# Берездов
Бере́здов (укр. Берездів) — село Шепетовского района Хмельницкой области Украины, на реке Корчик (бассейн Днепра).

## Население

### Языковой состав
Родной язык населения по данным переписи 2001 года:
| Язык       | Численность, чел. | Доля     |
| ---------- | ----------------- | -------- |
| Украинский | 1 404             | 99,15 %  |
| Другое     | 12                | 0,85 %   |
| Итого      | 1 416             | 100,00 % |

## История
(Берестов) — мст. Волынской губ., Новоградволынского у., при р. Курчике. Жит. свыше 1000. Црк. правосл. и рим.-католич.; синагога; ярмарки, кожевенный завод. (1891)
В 1921—1940 годах в 10 км к западу от Берездова проходила советско-польская граница. В 1920-е годы местечко Берездов было районным центром.
В 1920-е годы Николай Островский служил комиссаром батальона Всевобуча в Берездове и секретарём Берездовского райкома комсомола. Впоследствии он описал Берездов в своей книге «Как закалялась сталь»:
Маленькое местечко Берездов. Глухой провинциальный угол, бывшая еврейская черта оседлости. Две-три сотни домишек, бестолково расставленных где попало. Огромная базарная площадь, посреди площади два десятка лавчонок. Площадь грязная, навозная. Опоясывали местечко крестьянские дворы. В еврейском центре по дороге к бойне старая синагога.